# Харпур, Бен
Бен Ха́рпур (англ. Ben Harpur; 12 января 1995, Гамильтон, Онтарио, Канада) — канадский хоккеист, защитник.

## Клубная карьера

### Юниорская карьера
Родился и вырос в Ниагара-Фолс и учился в средней школе А. Н. Майера. Изначально был левым нападающим, пока один из тренеров не предложил ему перейти в защиту. Был выбран клубом ОХЛ «Гелф Шторм» в качестве защитника в 3-м раунде под общим 43-м номером на драфте Хоккейной лиги Онтарио (ОХЛ) 2011 года. Харпур набрал свое первое очко в ОХЛ, отдав результативную передачу 1 октября 2011 года в матче, закончившимся победой со счетом 10:2 над клубом «Эри Оттерз». Провёл три с половиной сезона за  «Гелф Шторм» с 2011 по 2014 год, после чего был обменян в середине сезона 2014/15  в клуб «Барри Кольтс» на нападающего Дживани Смита и защитника Чадда Баумана.

### Профессиональная карьера

#### Оттава Сенаторз
На драфте НХЛ 2013 года был выбран в 4-м раунде под общим 108-м номером командой «Оттава Сенаторз». 6 ноября 2014 года подписал с «Сенаторз» трёхлетний контракт новичка. В 2015 году дебютировал в фарм-клубе «Оттавы Сенаторз» — «Бингхэмтон Сенаторз», проведя за них в сезоне 2015/16 47 матчей с 6 набранными очками. Также в сезоне 2015/16 провёл 4 матча с 2 набранными очками за клуб ECHL «Эвансвилл АйсМен». 31 марта 2016 года дебютировал в НХЛ в матче против «Миннесоты Уайлд», а 5 апреля уже заработал первый результативный балл в НХЛ в матче против «Питтсбург Пингвинз», отдав результативную передачу.
Сезон 2016/17 провёл преимущественно в АХЛ. В декабре 2016 года был вызван впервые в сезоне в основную команду, но после 1 матча был отправлен в АХЛ вплоть до апреля. 17 апреля провёл первую игру в плей-офф в матче против «Бостон Брюинз».  За «Оттаву» в сезоне 2016/17 провел лишь 6 матчей без набранных очков в регулярном сезоне, а также 9 матчей с 2 очками в плей-офф. Вместе с командой дошёл до финала конференции, где «Сенаторз» уступили «Пингвинз» в семи матчах.
В сезоне 2017/18 стал преимущественно игроком основного состава, проведя за основную команду 41 матч с 1 (0+1) набранным очком, когда за фарм-клуб «Белвилл Сенаторз» лишь 19 матчей с 11 (2+9) очками. В этом сезоне в «Белвилле» Харпур был ассистентом капитана Майка Бландена. 9 февраля 2018 года Харпур продлил контракт с «Оттавой Сенаторз» на 2 года и общую сумму $ 1,45 млн.
1 декабря 2018 года, в первой игре в Оттаве для Эрика Карлссона после обмена в «Сан-Хосе Шаркс», Харпур забил свой первый гол в Национальной хоккейной лиге вратарю «Шаркс» Мартину Джонсу. Всего за «Оттаву Сенаторз» Бен Харпур провёл 103 матча, в которых набрал 7 (1+6) очков.

#### Торонто Мэйпл Лифс
1 июля 2019 года «Оттава Сенаторз» обменяла Бена Харпура вместе с защитником Коди Сиси, нападающим Аароном Лучуком и пиком третьего раунда драфта НХЛ 2020 года в «Торонто Мэйпл Лифс» на защитника Никиту Зайцева и нападающих Коннора Брауна и Майкла Карконе. Однако за основную команду Бен не играл, проведя почти весь сезон в фарм-клубе «Мэйпл Лифс» — «Торонто Марлис». За «Марлис» провёл 34 матча, в которых набрал 11 (1+10) очков.

#### Нэшвилл Предаторз
22 февраля 2020 года Бен Харпур был обменян в «Нэшвилл Предаторз» на нападающего Миикку Саломяки. Остаток сезона провёл в фарм-клубе «Предаторз» — «Милуоки Эдмиралс», проведя за них 7 матчей и отдав одну передачу. Позже сезон в АХЛ был остановлен из-за пандемии коронавируса. 1 мая 2020 года Харпур продлил контракт с «Нэшвилл Предаторз» на сумму $ 700 тыс. и 1 год.
20 февраля 2021 года Харпур провёл свою первую игру в составе «хищников» и свою первую в НХЛ за почти 2 года в матче против «Коламбус Блю Джекетс». 21 марта набрал своё первое очко в составе «Нэшвилла», отдав передачу на Ээли Толванена, забившего гол. В сезоне 2020/21 провёл 34 матча за «Предаторз» и набрал 7 очков, обновив тем самым свой личный рекорд по набранным очкам за сезон. По окончании сезона продлил контракт с клубом на 1 год на общую сумму $ 800 тыс.

## Международная карьера
В 2014 году принимал участие в молодёжной суперсерии в составе сборной Канады из игроков ОХЛ в матче суперсерии против сборной России, проведя 1 матч при показателе полезности «-1» и 15 минутах штрафа.

## Личная жизнь
Харпур был средним ребёнком в семье, рождённым от матери Марджери и отца Джорджа. Его отец раньше был хоккеистом и обучил его кататься на коньках. Однако его мать имела австралийское происхождение и никогда не играла в хоккей. Она часто надевала снаряжение Харпура неправильно, пока он не научился одеваться сам. Младший брат Крис также хоккеист и выступает на позиции защитника, в настоящее время он выступает за университет Ниагары.
Изначально Харпур ненавидел хоккей и катание на коньках, лишь со временем, благодаря упорству и настойчивости отца, Харпур полюбил это.

## Игровая статистика
| 2011/12     | Гелф Шторм          | ОХЛ         | 34  | 1 | 3  | 4  | 22  | —  | — | — | — | —  |
| 2012/13     | Гелф Шторм          | ОХЛ         | 67  | 3 | 12 | 15 | 59  | 5  | 0 | 0 | 0 | 2  |
| 2013/14     | Гелф Шторм          | ОХЛ         | 67  | 3 | 13 | 16 | 69  | 20 | 1 | 4 | 5 | 12 |
| 2014/15     | Гелф Шторм          | ОХЛ         | 28  | 4 | 16 | 20 | 40  | —  | — | — | — | —  |
| 2014/15     | Барри Кольтс        | ОХЛ         | 29  | 1 | 10 | 11 | 22  | 9  | 2 | 4 | 6 | 6  |
| 2015/16     | Бингхэмтон Сенаторз | АХЛ         | 47  | 2 | 4  | 6  | 34  | —  | — | — | — | —  |
| 2015/16     | Эвансвилл АйсМэн    | ECHL        | 4   | 0 | 2  | 2  | 2   | —  | — | — | — | —  |
| 2015/16     | Оттава Сенаторз     | НХЛ         | 5   | 0 | 1  | 1  | 2   | —  | — | — | — | —  |
| 2016/17     | Бингхэмтон Сенаторз | АХЛ         | 63  | 2 | 25 | 27 | 81  | —  | — | — | — | —  |
| 2016/17     | Оттава Сенаторз     | НХЛ         | 6   | 0 | 0  | 0  | 0   | 9  | 0 | 2 | 2 | 4  |
| 2017/18     | Белвилл Сенаторз    | АХЛ         | 19  | 2 | 9  | 11 | 31  | —  | — | — | — | —  |
| 2017/18     | Оттава Сенаторз     | НХЛ         | 41  | 0 | 1  | 1  | 21  | —  | — | — | — | —  |
| 2018/19     | Оттава Сенаторз     | НХЛ         | 51  | 1 | 4  | 5  | 56  | —  | — | — | — | —  |
| 2019/20     | Торонто Марлис      | АХЛ         | 34  | 1 | 10 | 11 | 22  | —  | — | — | — | —  |
| 2019/20     | Милуоки Эдмиралс    | АХЛ         | 7   | 0 | 1  | 1  | 20  | —  | — | — | — | —  |
| 2020/21     | Нэшвилл Предаторз   | НХЛ         | 34  | 0 | 7  | 7  | 17  | 5  | 0 | 1 | 1 | 2  |
| 2021/22     | Нэшвилл Предаторз   | НХЛ         | 19  | 0 | 1  | 1  | 27  | —  | — | — | — | —  |
| 2021/22     | Милуоки Эдмиралс    | АХЛ         | 6   | 0 | 0  | 0  | 5   | —  | — | — | — | —  |
| Всего в НХЛ | Всего в НХЛ         | Всего в НХЛ | 156 | 1 | 14 | 15 | 123 | 14 | 0 | 3 | 3 | 6  |